# San Ciriaco alle Terme (titre cardinalice)
Le titre cardinalice de San Ciriaco alle Terme, en français Saint-Cyriaque-des-Thermes, est déjà mentionné lors du synode romain du 1er mars 499. Selon le catalogue de Pietro Mallio, rédigé sous le pontificat d'Alexandre III, ce titre dépendait de la basilique Sainte-Marie-Majeure dont les prêtres venaient célébrer la messe à tour de rôle. Au XIIe siècle, il était connu sous le nom de San Ciriaco in thermis et, sous le pontificat de  Jean XXII, sous le nom de San Ciriaco in Verminis. Le titre fut supprimé par Sixte Quint, qui lui a substitué celui des Santi Quirico e Giulitta. On peut noter que Quiricus et Syriacus sont deux synonymes.

## Titulaires
| - Marciano (494-?) - Aventino (590-?) - Costantino (731 - avant 745) - Procopio (745 - avant 765) - Saxolo (761-?) - Leone (?) (853?-?) - Leone (867-?) - Marin (le futur pape Marin II) (939 ou 941-942) - Giovanni (circa 1067-?) - Crisostomo (1099- circa 1105) - Domnizzone (ou Domnizo) (1105 - avant 1117) - Crisogono (vers 1117- vers 1122) - Oderisio, o.s.b. (1122-1126) - Rustico (1128- avant 1142) - Niccolò (1143-1152) - Giovanni Domenico Trinci (1213?-1219?) - Riccardo di Montecassino, o.s.b. (1255-1262) - Étienne de Suisy (1305-1311) - Guillaume Teste (1312-1326) - Bernard d'Albi (1338-1349) - Niccolò Caracciolo Moschino, o.p. (1378-1389) - Giovanni Piacentini (1385-1404), pseudo-cardinal de l'antipape Clément VII - Cristoforo Maroni (1389-1404) - Matthieu de Cracovie (1408-1410) | - Johann von Bucka (1426-1430) - Vacance (1430-1439) - Dénes Szécsi (1440-1465) - Thomas Bourchier (1467-1486) - Bernardino Lunati (1493-1497) - Pietro Isvalies (1500-1511) - Vacance (1511-1517) - Scaramuccia Trivulzio (1517-1527) - Agostino Spinola (1527-1534) - Francesco Cornaro, seniore (1534-1535) - Giacomo Simonetta (1535-1537) - Jérôme Aléandre l'Ancien (1538) - Pietro Bembo, O.S.Io.Hier. (1539-1542) - Pomponio Cecci (1542) - Gregorio Cortese, o.s.b. (1542-1548) - Bernardino Maffei (1549-1553) - Giovanni Andrea Mercurio (1553-1560) - Ludovico Simonetta (1561-1566) - Giovanni Francesco Commendone (1566-1574) - Vacance (1574-1580) - Pedro de Deza (1580-1584) - Alexandre Octavien de Médicis (le futur pape Léon XI) (1584-1587) - Titre supprimé en 1587 |